# Friedrich Risner
Friedrich Risner (Bad Hersfeld, 1533 – Bad Hersfeld, 15 settembre 1580) è stato un matematico e ottico tedesco.
Fu assistente di Petrus Ramus (dal 1565 circa) e fu il primo presidente di matematica al Collège Royale de France (1576).
Risner è noto per la sua pubblicazione nel 1572 di Opticae thesaurus: Alhazeni Arabis libri septem, nuncprimum editi; Eiusdem liber De Crepusculis et nubium ascensionibus, Item Vitellonis Thuringopoloni libri X. La pubblicazione divenne un importante vantaggio per un certo numero di matematici e scienziati, come Keplero, Snellius, Cartesio e Huygens.